# Großschweidnitz
Großschweidnitz (hornolužickosrbsky Swóńca) je obec v Horní Lužici v německé spolkové zemi Sasko. Nachází se v zemském okrese Zhořelec poblíž města Löbau a má přibližně 1 200 obyvatel. Mezi významné památky patří kamenný železniční viadukt dlouhý 150 metrů a vysoký dvacet metrů, který byl postaven mezi lety 1846 až 1848.

## Galerie

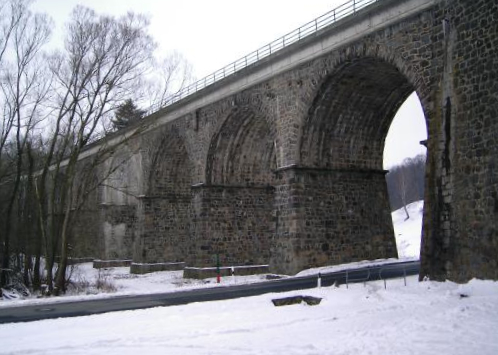
Viadukt Höllengrund